# مصطفى الرفاعي
د. م. مصطفي الرفاعي وزير الصناعة والتنمية التكنولوجية من 1999 إلى 2001، رئيس مجلس الإدارة والعضو المنتدب لشركة إنبى من 1980 إلى 1990.

## سيرة
ولد الرفاعي فى عام 1934 لأب كان طبيبًا أتم دراسة الطب في جامعة فيينا والتى حصل منها على درجة البكالوريوس فى البكتريولوجي. أما جده لوالده عثمان بك الرفاعى فكان ظابطاً فى الجيش المصري شارك فى حروب استرداد السودان وخدم بحكومتى مصر والسودان إلى أن تقاعد برتبة أميرالاي. وجده لوالدته هو حافظ بك عابدين، وهو ممن درس القانون في جامعة السوروبون بباريس، وكان عضوًا بارزًا في حزب الوفد، وفى مجلسى النواب والشيوخ. أما والدته فقد دخلت جامعة القاهرة للدراسة بكلية الآداب عام 1932، وهو العام الذي تزوجت فيه من والده.
التحق الرفاعى عام 1939 بمدرسة الخديوي إسماعيل بشارع نوبار، ومنها حصل على شهادة التوجيهية قبل أن يكمل 16 عامًا. فيما بعد التحق بكلية الهندسة قسم الهندسة الكيماوية بجامعة القاهرة، وكان عدد أعضاء القسم 7 أعضاء فقط؛ لأن معظم الطلبة كانوا يفضلون الهندسة المدنية أو الميكانيكية. وتحصل فيها على بكالوريوس في الهندسة الكيماوية فى عام 1954، وبعدها عمل مهندسًا بوحدة تقطير معمل تكرير البترول الحكومي بالسويس. في العام التالي سافر إلى إيطاليا للتعرف على أكبر معامل التكرير هناك، وتعلم اللغة الإيطالية، وقام بإجراء أبحاث عن استخلاص العطريات بمركز الأبحاث البترولية.
في عام 1956 سافر إلى الولايات المتحدة، حيث قضى بها ١٠ سنوات منها 5 سنوات كاملة في جامعة أوكلاهوما  والتى حصل منها على شهادتى الماجستير والدكتوراه فىالهندسة الكيماوية، ثم عمل في شركة ديبونت دينمورز، وهي شركة أمريكية تعمل في مجال الصناعات البتروكيماوية وقد بلغ عدد المنتجات المسجلة باسمها عام 1960 نحو 400 منتج مبتكر حديث، بدءًا من النيلون والألياف الصناعية وحتى المفرقعات ومعدات البترول. قام د. م. مصطفى الرفاعي هناك باختراع مادة حرارية تستطيع مقاومة التآكل عند درجات الحرارة المرتفعة بأفران الصلب، وسجل الاختراع في الولايات المتحدة باسمه في إبريل عام 1966 تحت رقم 3248241.
في عام 1965 التقى الرفاعي بالمهندس أحمد عز الدين ـهلال والذي كان وقتها مديرًا للتكرير بهيئة البترول، والذى دعاه للعودة إلى مصر، وصدر بالفعل عام 1966 قرار بتعيين الرفاعي مديرًا للتطوير والتكنولوجيا في شركة السويس للبترول؛ وهو ما شجعه على العودة إلى مصر ببرامج طموحة وصلاحيات جديدة يمكنه من خلالها تحويل أحلامه إلى واقع حي. وفى عام 1980 تولى إدارة شركة إنبي والتى كانت بصدد إعلان إفلاسها عندما تولى رئاستها ، ونجحت الشركة خلال رئاسته لها فى تحقيق أرباح كبيرة، كما تم خلال رئاسته إنشاء المبنى الحالي لها بمدينة نصر. إثر نجاحاته الكبيرة، تم إقالة الرفاعى عن منصبه كرئيس للشركة فى عام 1990، وهو ما اننقل على إثره إلى الإمارات العربية المتحدة للعمل ككبير مستشارين لشركة أبوطبى الوطنية للبترول "أدنوك"، ثم عاد إلى القاهرة ليفتتح مكتبه الخاص للاستشارات الهندسية.
فى أكتوبر 1999 تم تعيينه وزيراً للصناعة والتنمية التكنولوجية، وهو المنصب الذى استمر فيه لمدة عامين، والذى أطلق خلاله المشروع القومى لتحديث الصناعة، باعتبارها قاطرة للتقدم، وتضمن المشروع العمل على تطوير ثلاث قطاعات هى إنشاء مؤسسات جديدة، وتحسين وتبسيط مناخ العمل الحكومى، والعمل على اكتساب المصانع للتنافسية وخفض تكلفة الإنتاج، كما  شمل برامج لإنشاء بنية وآليات تحديث الصناعة. خاض الرفاعى مفاوضات اتفافية الشراكة الأوروبية، والتى أبدى تحفظاته عليها دفاعا عن المصالح المصرية، ولم يقم بالتوقيع عليها، وتم استبعاده من منصبه فى نوفمبر 2001، بعد التوقيع على الاتفاقية بفترة وجيزة،  وهو ما واكب إعلانه عن كشف تجارى للذهب بمنجم السكرى.
أصدر الرفاعى في عام 2007 كتابا تحت عنوان "عبور الفجوة التكنولوجية- قصة عمل وطنى معاصر" سجل فيه تجربته في رئاسة شركة "إنبى" والتي تعتبر بمثابة صرح مصري فريد ونموذج لشركة وطنية نجحت في تطوير قدراتها وتعظيم إنتاجيتها لتستطيع القيام بعملية تصميم وإدارة وتنفيذ المشروعات البتروكيماوية لتنافس بل وتتفوق على الشركات الأجنبية، موضحاً رؤيته لكيفية عبور الفجوة التكنولوجية- والتي تم تطبيقها عملياً في أثناء رئاسته للشركة، ثم سعى لتطبيقها ثانية أثناء توليه منصب وزير الصناعة والتنمية التكنولوجية. كما يتضمن الكتاب فصلاً حول نشأة الرفاعى وتاريخ عائلته تحت عنوان "التكوين". 
ظل د. الرفاعى يسهم فى العمل الوطنى من أجل مصر حتى النهاية، فخاض معركة كرئيس لجنة الإعداد لانتخابات نقابة المهندسين فى أعقاب ثورة 2011 تلبية لمطالب برفع الحراسة عن نقابة المهندسين وسط ظروف بالغة الصعوبة إلى ان تم رفع الحراسة وإقرار موعد عقد الانتخابات.  كما ترأس مجلس إدارة جمعية رواد الهندسة والتكنولوجيا، والتى قامت بأعمال منها استعراض إمكانية تطوير إنتاج الأسمدة الفوسفاتية بغرب خليج السويس. وكون "المجموعة 39 تنمية"، والتى أعدت دراسة حول "منظومة تنمية وإعمار سيناء" والتى استعرضها الرفاعى عدة مرات على عدد من كبار المسئولين بالدولة كان آخرها فى عام 2018.
توفى الرفاعى- والذى يعد أستاذاً لأجيال من المهندسين-  إلى رحمة الله تعالى في 6 يونيو 2023 عن 89 عاماً، بعد رحلة حياة حافلة بالعطاء.

## مناصب
- 1999 – 2001 م وزير الصناعة والتنمية التكنولوجية.
- 1980 – 1990 م رئيس مجلس الإدارة والعضو المنتدب لشركة إنبى.[2]
- 1990  م نائب رئيس هيئة البترول للغازات.
- 2013  م عضو مجلس امناء مؤسسة تطوير التعليم التكنولوجي.
- 2011 – 2012 م رئيس مجلس إدارة جمعية رواد الهندسة و التكنولوجيا.
- 2013  م عضو المجلس المصري للشئون الاقتصادية.
- 1990 – 1991 م مستشار أول شركة بترول أبوظبي الوطنية (أدنوك) للمشروعات.
- 1993 – 1999 م رئيس ومالك شركة اتمام للاستشارات الصناعية.
- 1997 – 1999 م اختير أستاذا زائرا لقسم الهندسة الكيماوية بكلية الهندسة – جامعة القاهرة.
- 1974 – 1980 م مدير قطاع التطوير والتكنولوجيا ومشروعات التكرير والبتروكيماويات بشركة السويس لتصنيع البترول.
- 1968 – 1974 م مستشار فنى شركة سوناطراك لمشروعات التكرير والبتروكيماويات بالجزائر.
- 1960 – 1965 م مهندس أبحاث شركة ديبونت دى نيمورز بولمنجتون دلاوار، الولايات المتحدة.
- مستشار هيئة الأمم المتحدة (اليونيدو) لصناعة البتروكيماويات وعقود رخص التكنولوجيا وتخطيط صناعة تصنيع المعدات بالدول النامية بالنمسا والمكسيك.
- اختير عضواً بجمعية سيجمازاى الفخرية الأمريكية تقديراً لأعماله في تنمية الأبحاث العلمية وجمعيات أخرى مهنية دولية.
- مهندس استشارى مسجل في مجال التصميم والإشراف على تنفيذ المشروعات الكيماوية والبترولية.
- شارك في ثمان عضويات مجلس إدارة.
- له العديد من النشرات العلمية الدولية.
- حصل على 12 شهادة تقدير غالبيتها من جهات خارجية.